# Lucas 6

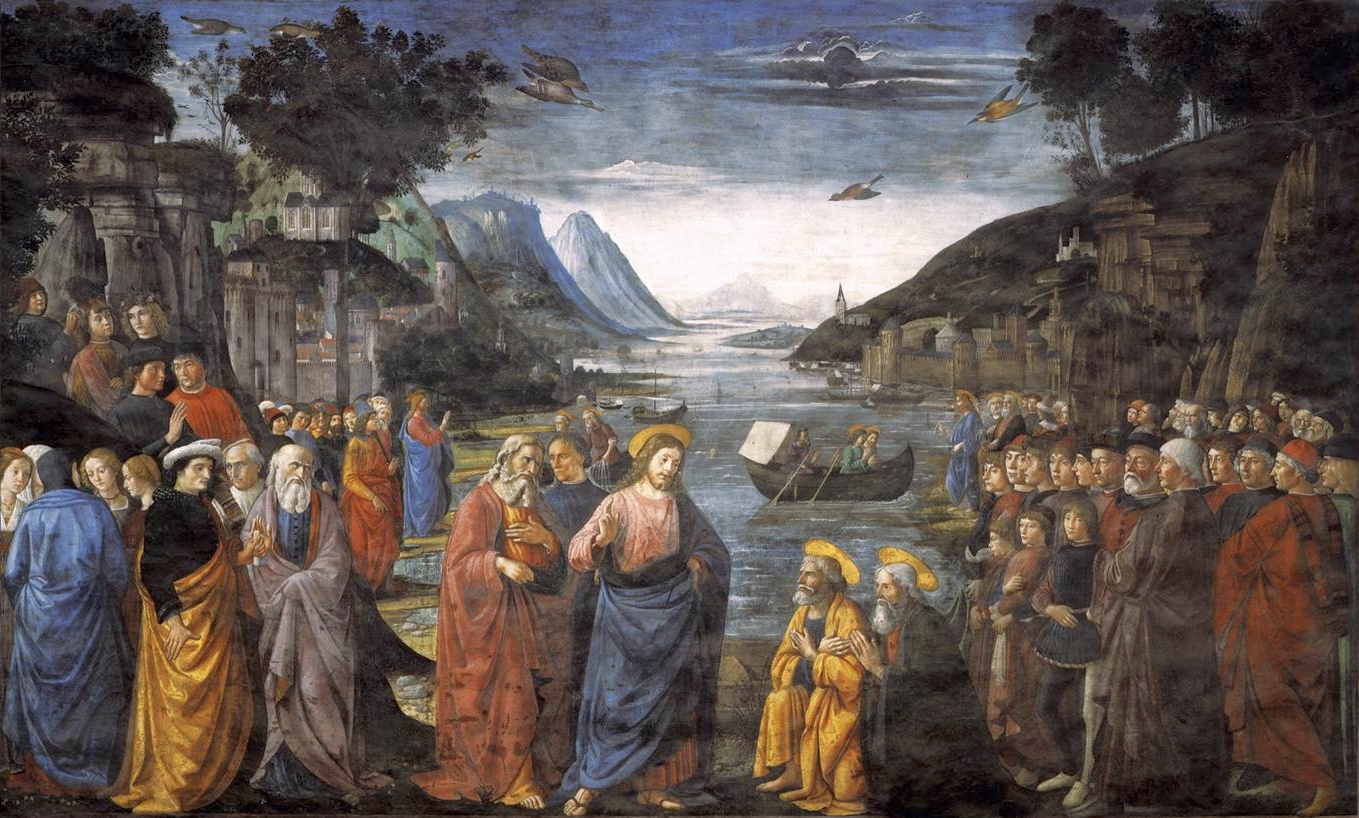
Jesus convidando os doze apóstolos, um dos principais eventos deste capítulo.
1481. Por Domenico Ghirlandaio, na Capela Sistina, Vaticano.

Lucas 6 é o sexto capítulo do Evangelho de Lucas no Novo Testamento da Bíblia. Os ensinamentos de Jesus sobre o sabá (geralmente chamado de "sábado" nas Bíblias em português) enfurecem as autoridades religiosas e amplia o conflito. Jesus completa o completa o grupo dos doze e realiza um de seus mais famosos sermões.

## Conflito do sabá
Lucas relata dois eventos que revelam as diferenças entre as doutrinas de Jesus sobre o sabá e a doutrina tradicional, o que leva a uma escalada no conflito entre Jesus e as autoridades religiosas.

### Senhor do Sabá

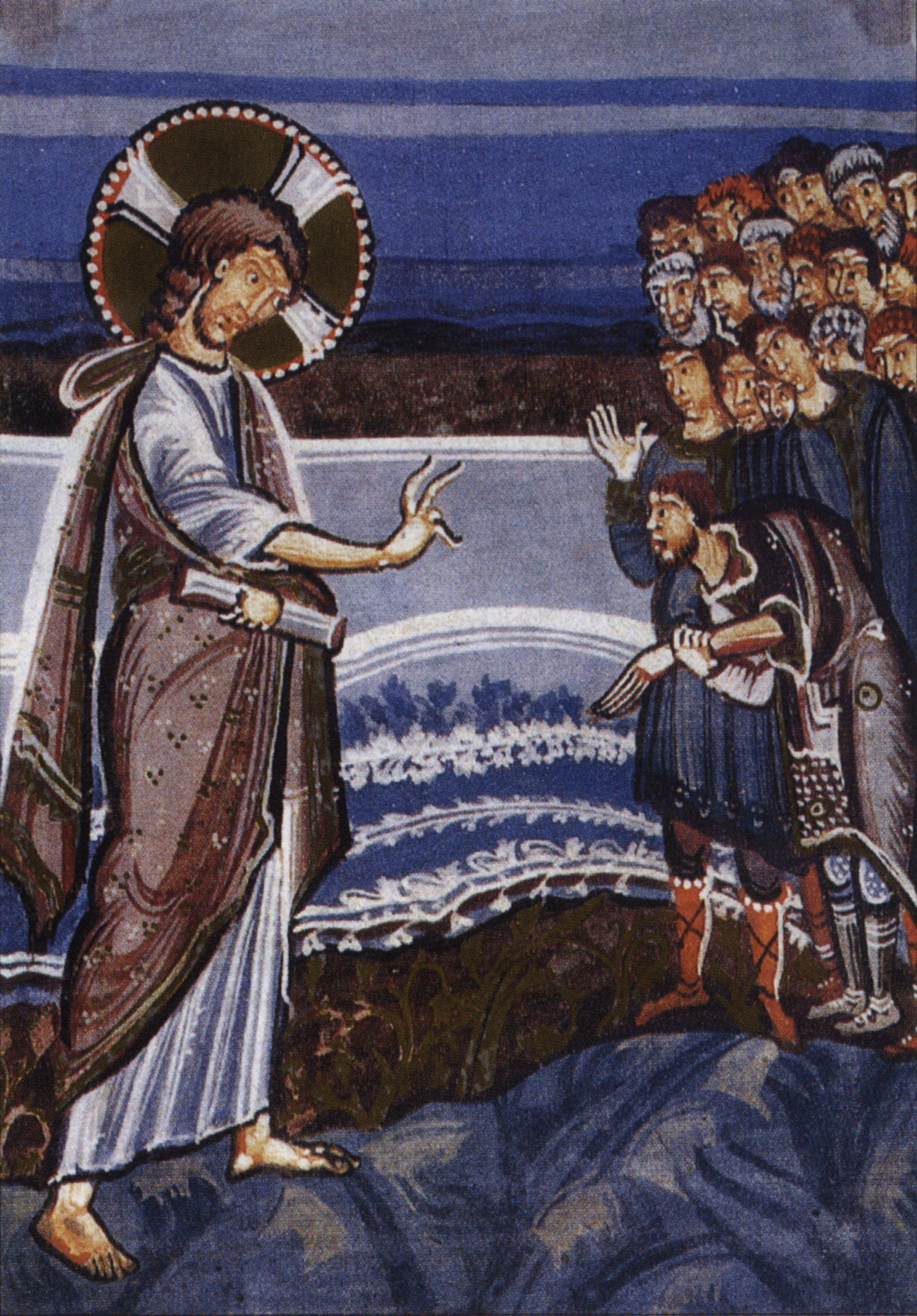
Jesus curando o homem com a mão atrofiada, o único milagre de Jesus neste capítulo.
1000-1020. Iluminura no Codex Hitda, em Darmstadt, Alemanha.

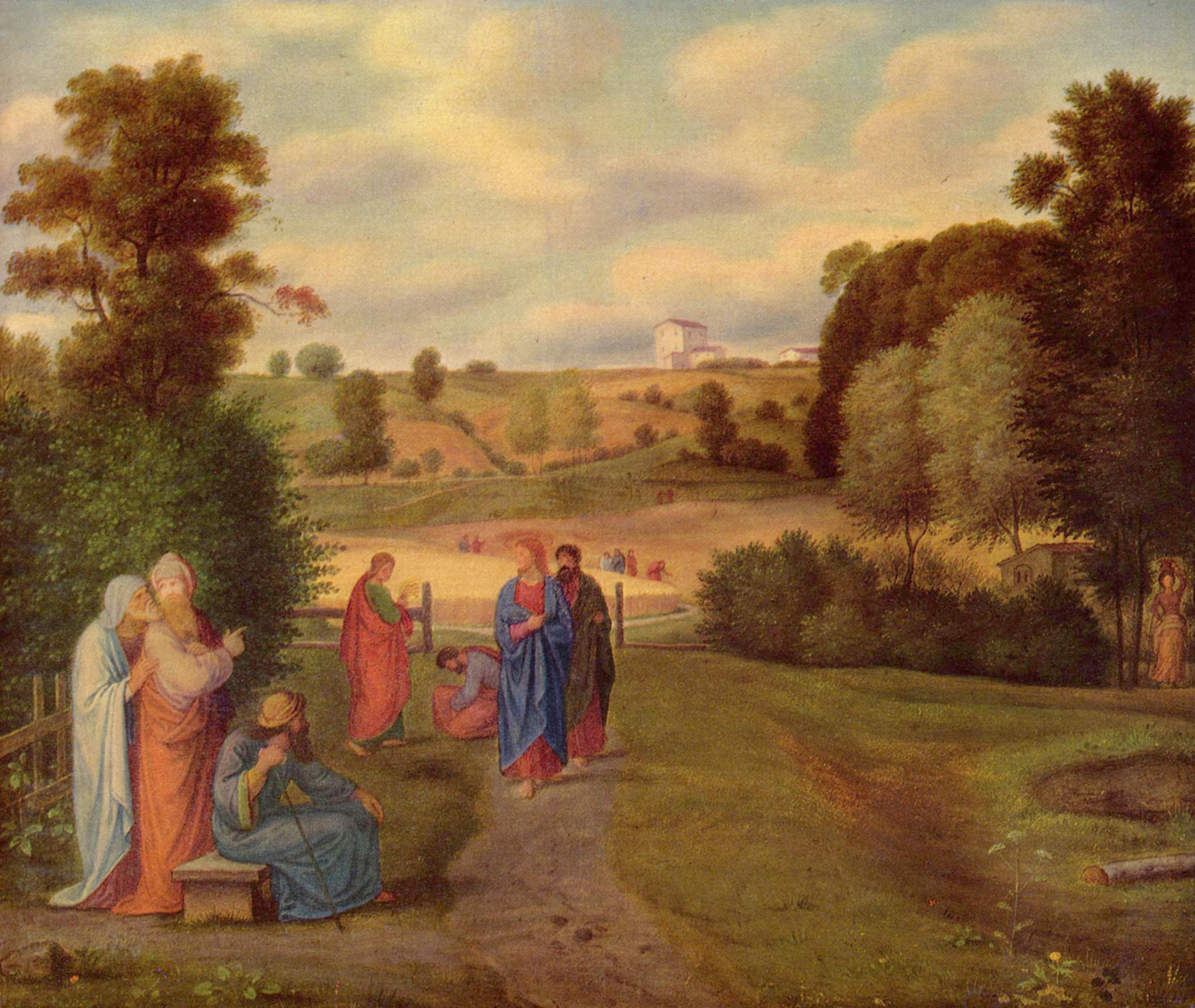
Jesus e seus discípulos colhendo o trigo num sabá, um evento que provocou a fúria das autoridades religiosas.
1840. Por Ferdinand Olivier, em coleção particular.

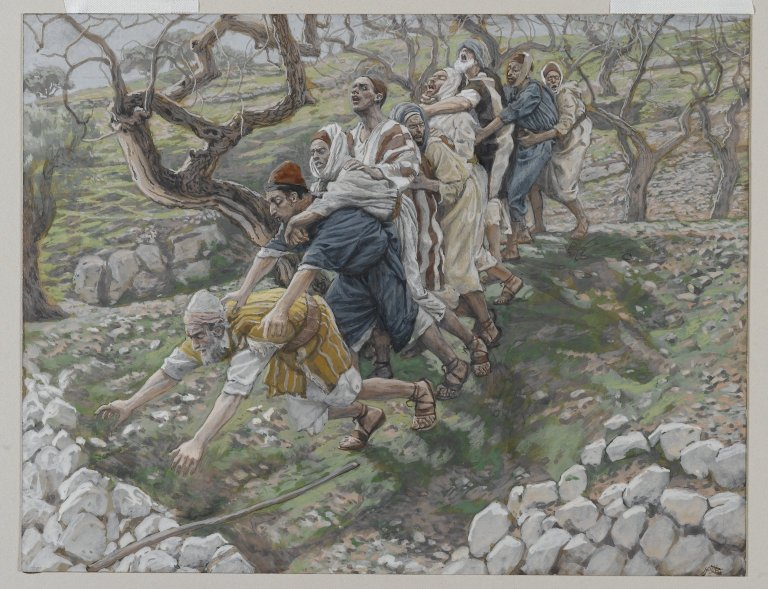
"O cego levando o cego", uma parábola de Jesus para mostrar que o discípulo deve ouvir o mestre.
Entre 1886 e 1894. Por James Tissot, atualmente no Brooklyn Museum, em Nova Iorque.

Esta história aparece em todos os evangelhos sinóticos (Marcos 2:23–28, Mateus 12:1–8 e Lucas 6:1–5). Os discípulos de Jesus são acusados de quebrarem a Lei Mosaica (neste caso, Êxodo 20:8–11) pelas autoridades judaicas quando são vistos colhendo trigo e moendo-o para comer durante o sabá. Jesus responde que seus atos são permitidos pois o sabá é feito para os homens e não o inverso. Ele lembra o ato de David e seus homens que, quando estavam famintos, receberam pão da proposição (uma referência a I Samuel 21:1–6). Jesus indica que ele — o Filho do Homem — é o «Senhor do Sábado» (Lucas 6:5).

### Cura durante o sabá
Esta história também aparece nos três evangelhos sinóticos (Marcos 3:1–6, Mateus 12:9–13 e Lucas 6:6–11). Na sinagoga, Jesus chama um homem com a mão atrofiada num sabá e cura-o comandando que ele a esticasse, enfrentando novamente as autoridades religiosas. Eles não argumentam diretamente, mas ficaram furiosos e, segundo Lucas, «...falavam uns com os outros, para ver o que fariam a Jesus.» (Lucas 6:6)

## Escolha dos doze apóstolos
Depois de se retirar para suas orações numa montanha, Jesus escolhe seus doze apóstolos que, segundo Lucas, são: «Simão, a quem deu ainda o nome de Pedro, e André, seu irmão; Tiago e João; Filipe e Bartolomeu; Mateus e Tomé; Tiago, filho de Alfeu, e Simão chamado zelote; Judas, filho de Tiago, e Judas Iscariotes, que se tornou traidor.» (Lucas 6:14–16) Este mesmo evento aparece ainda em Mateus 10 (Mateus 10:1–4) e Marcos 3 (Marcos 3:13–19).

## Sermão da Planície
Logo em seguida, Lucas passa a relatar um sermão de Jesus que revela todos os principais aspectos da doutrina de Jesus.
Ele começa com uma série de ensinamentos sobre quatro bem-aventuranças e quatro lamentações, um relato que pode ser comparado com o mais amplo Sermão da Montanha, relatado no Evangelho de Mateus. Ambos parecem ter ocorrido logo depois do convite aos doze apóstolos, quanto Jesus estava numa montanha. Em Lucas, ele realiza o sermão no caminho de volta, num lugar plano. Alguns estudiosos defendem que trata-se do mesmo sermão, enquanto outros afirmam que Jesus frequentemente pregava temas similares em lugares diferentes. Mais tarde, Lucas irá relatar suas críticas aos fariseus.
Em seguida, Lucas relata um dos mais importantes ensinamentos de Jesus. Ele expande o tema das beatitudes indicando que amar pessoas que já te amam não é nada especial e desafia seus ouvintes a amarem os que os odeiam, oferecendo a outra face. Ele pede ainda que sejam misericordiosos como o Pai. Trata-se da versão cristã da chamada "Regra de Ouro".
Jesus continua afirmando que não se deve julgar os outros e fala sobre a necessidade de que os que se propõem a ensinar precisam ser adequadamente treinados, uma metáfora que ficou conhecida como "O cego liderando o cego", também em Mateus 15 (Mateus 15:13–14). Ele refuta os que vêem faltas nos outros e não vêem em si próprios e conta a parábola do "Cisco e a Trave", um trecho que aparece também em Mateus 7 (Mateus 7:1–5).
Em seguida, Jesus conta mais duas parábolas: "A Árvore e seus Frutos", sobre testar uma pessoa, e de teor similar a Mateus 7:15–20, e a "Casa Edificada na Rocha", um ensinamento sobre posicionar a vida de cada sobre a fundação sólida provida por Jesus (também em Mateus 7:24–27).